# Adolf Hitler Uunona
Adolf Hitler Uunona (* 3. prosince 1965 Jihozápadní Afrika) je namibijský komunální politik a aktivista, od roku 2004 radní volebního obvodu Ompundja v severní Namibii za politickou stranu SWAPO.

## Životopis

### Mládí
V mládí byl členem Namibijské lidové osvobozenecké armády (PLAN), ozbrojeného křídla Lidové organizace Jihozápadní Afriky (SWAPO).

### Komunální politika
Od roku 2004 zastává funkci radního volebního obvodu Ompundja nacházejícím se v okrese Oshana. Do funkce radního byl poté v komunálních volbách opakovaně zvolen v letech 2010, 2015 i 2020. Po komunálních volbách v roce 2020, v nichž získal 85% hlasů, o jeho úspěchu začala psát česká i zahraniční média, a to v souvislosti s jeho jménem, které nesl rovněž diktátor nacistického Německa Adolf Hitler.

### Jméno
Sám Uunona uvedl, že jeho otec, který jej pojmenoval, pravděpodobně netušil, kdo Adolf Hitler byl nebo jaké názory zastával. V Namibii je totiž běžné pojmenovávat své děti po významných osobnostech dějin, přičemž často právě po osobnostech z Německa, jehož kolonií v minulosti Namibie byla. Uunona rovněž uvedl, že své jméno změnit nechce, neboť se již vyskytuje v řadě jeho dokumentů. Příjmení Hitler ve svém jméně běžně neuvádí, zpravidla se představuje jako Adolf Uunona. To, že je jmenovcem jednoho z nejznámějších a nejhorších diktátorů dějin, se dozvěděl až v dospívání.